# Хари Сютър
Хари Джеймс Сютър (на английски: Harry James Souttar, роден на 22 октомври 1998 г.) е австралийски и шотландски професионален футболист, защитник и състезател на австралийския национален отбор по футбол. Футболист на английския „Лестър Сити“.